# Andebu
Andebu ist eine Ortschaft in der norwegischen Kommune Sandefjord in der Provinz Vestfold. Der Ort hat 2599 Einwohner (Stand: 1. Januar 2024).
Bis Ende 2016 war sie eine Kommune. Zum 1. Januar 2017 wurde Andebu in die Kommune Sandefjord eingemeindet. Die Kommune hatte zuletzt 5937 Einwohner.
Andebu besteht aus großen Waldflächen. 
Die Kirchen der drei Ortschaften datieren aus dem Mittelalter. In Høyjord gibt es eine Stabkirche, die einzige in Vestfold. Sie wurde zwischen 1150 und 1200 erbaut. 